# Adam's Apple
Adam's Apple（アダムスアップル）は、青葉りんごの1枚目のオリジナルアルバム。2011年1月28日にロックンバナナから発売された。

## 収録内容
1. 魔法をかけてくれたね☆ミ -album ver-
  - Webラジオ『とらい☆すたーずのwebラジオは【☆】』テーマソング
  - 作詞：青葉りんご、作曲：雪蛍、編曲：MASAMU（gion-shoja / Rock'n' Banana）
2. TORNADO DAYS -ringo ver-
  - PCゲーム『催眠生活〜校則だから仕方ない!?〜』オープニングテーマ
  - 作詞：小田ユウ、作編曲：松美夜孤雨兵（gion-shoja / Rock'n' Banana）
3. Sweet Bitter Time
  - PCゲーム『あまあね』挿入歌
  - 作詞：青葉りんご、作編曲：MASAMU（gion-shoja / Rock'n' Banana）
4. ゴメン 扉を開けて
  - PCゲーム『すくぅ〜るメイト2』エンディングテーマ
  - 作詞：遊かずみ、作曲：Mas Sawada、編曲：ハーモンド（gion-shoja / Rock'n' Banana）
5. 強くなるために -album arrange-
  - PCゲーム『あい☆きゃん』エンディングテーマ
  - 作詞：宮沢ゆあな（Cheerful+Colorful）、作曲：薬師るり（Cheerful+Colorful）、編曲：ハーモンド（gion-shoja / Rock'n' Banana）
6. Fly away,so blue
  - PCゲーム『あかときっ!-夢こそまされ恋の魔砲-』挿入歌
  - 作詞：澤田尚多、作編曲：メルヘンヒルズ
7. ウロボロス
  - PCゲーム『凌辱スカウト 〜アイドル独占契約〜』挿入歌
  - 作詞・作編曲：AZ-MIX
8. 女神ノ宿命
  - PCゲーム『女神大戦』オープニングテーマ
  - 作詞・作編曲：Ben（gion-shoja / Rock'n' Banana）
9. 戦姫之理
  - PCゲーム『昇龍戦姫 天夢』オープニングテーマ
  - 作詞：Ben（gion-shoja / Rock'n' Banana）・Kaminokeza、作編曲：Ben（gion-shoja / Rock'n' Banana）
10. Bloody Moon
  - PCゲーム『BLOODY†RONDO』オープニングテーマ
  - 作詞：小田ユウ（VOSTOK9） / 作編曲：諸田英慈（VOSTOK9）
11. 希望のウタ -album arrange-
  - PCゲーム『Trample on “Schatten!!” 〜かげふみのうた〜』オープニングテーマ
  - 作詞：瀬名、作曲：椎名俊介（Angel Note）、編曲：George Ohara